# Angelina Drumaux
Pour les articles homonymes, voir Drumaux.
Angelina-Marie-Eugénie Drumaux, née le 23 janvier 1881 à Bouillon et morte en 1959 à Bruxelles, est une peintre belge de natures mortes.

## Biographie
Angelina Drumaux naît le 23 janvier 1881 à Bouillon. Elle est la fille d'Arthur Drumaux, professeur au collège de Bouillon et poète.
Elle est apprentie à l'Académie de Liège avec Adrien De Witte. Elle peint des natures mortes de fleurs, des jardins, des marines et des paysages dans un style impressionniste qui évolue vers le luminisme. Elle utilise souvent des effets de rétro-éclairage. Beaucoup de ses paysages sont situés en Ardenne ou dans le sud de la France.
Elle est une des rares femmes peintres de son époque, qui vive de son art. Elle prend part au Salon des artistes français dès 1908 et y obtient en 1920 une mention honorable. En 1929, elle y présente les toiles Asters et Chrysanthèmes.
Ses toiles figurent dans des musées et ornent de nombreuses collections particulières. Ses œuvres sont exposées en 1928 à la galerie George Petit.
Angelina Drumaux meurt en 1959 à Bruxelles.

## Expositions
- En 1902, elle réalise sa première exposition individuelle au Cercle royal des Beaux-Arts de Liège.
- Exposition à la Walker Art Gallery à Liverpool.
- Exposition à Bruxelles avec deux toiles Bouquet de chrysanthèmes et Souvenir.
- À partir de 1908, elle participe aux Salons parisiens de la Société des artistes français : en 1923 avec Chrysanthèmes, Roses rouges, Fleurs en plein air, Hibou des marais en plein air et Roses et œillets; en 1926 avec Fleurs des champs.

## Récompenses
En 1913, elle reçoit le prix triennal de peinture. Elle est décorée en 1949 de l'ordre de Léopold. 

## Ventes
Ses œuvres sont encore régulièrement proposées aux enchères. La peinture à l'huile sur toile La Tombe du géant a été mise aux enchères pour 350 € en avril 2004 et la grande peinture à l'huile sur toile Lily devant une fenêtre avec un pavillon à l'arrière-plan pour 10 500 € en mars 2004, chaque fois à l'Hôtel des Ventes Horta à Bruxelles. Son œuvre Lilas et violettes tricolores dans un panier sur une table a été vendue aux enchères en février 1992 pour 4 620 £ chez Christie's à Londres. Son huile sur toile Vase avec roses blanches a été mis aux enchères pour 3 300 € à la maison d'enchères Vanderkinderen à Bruxelles. 

## Musées et collections publiques
- Belgische Staat
- Arlon
- Gand, Musée des Beaux-Arts
- Liège, Musée d’Art Wallon[Lequel ?]
- Paris, Musée du Luxembourg